# Михаило Ласкарис
Михаило Цамантур Ласкарис (грч. Μιχαηλ Τζαμαντουρος Λασκαρις) је био византијски аристократа и војни командант.

## Биографија
Михаило је био млађи брат цара Теодора I Ласкариса (1205–1221), оснивача Никејског царства. Михаило и његов брат Манојло носили су презиме Цамантур (Τζαμαντουρος), што вероватно указује да су имали другачију мајку од цара Теодора I и његове друге браће и сестара.
Михаило није имао никакву функцију или дворску титулу током Теодорове владавине, а у време владавине Теодоровог наследника, цара Јованом III Дуке Ватаца (1221–1254) је чак био прогнан, заједно са својим братом Манојлом. По доласку на трон цара Теодора II Ласкариса (1254–1258) два брата су опозвана на двор; док се Манојло замонашио, Михаило је добио титулу протосеваста и имао неодређене војне команде. Изгледа да Михаило није примећен због своје способности, али је стекао репутацију разборитог саветника.
После смрти цара Теодора II и убиства Ђорђа Музалона, Михаило и Манојло су се изјаснили као могући старатељи над Теодоровим малолетним сином, царем Јованом IV, без успеха, пошто је Михаило VIII Палеолог био одређен за старатеља и убрзо постао цар - савладар. Михаило је накратко био прогнан у Прусу, али га је Палеолог брзо опозвао, и доделио му титулу мега дукса након поновног заузимања Константинопоља. Тај положај је имао команду над царском морнарицом, али Михаило Ласкарис, вероватно због својих поодмаклих година, никада није обављао ову улогу, већ је уместо тога припала протостратору Алексију Дуки Филантропену. Једина позната активност Михаила Ласкариса у то време је посланичка мисија код угарског краља Стефана V 1271–1272. године. Умро је убрзо након тога, а наследио га је Филантропен као мега дукс.

### Важнији радови
- Ласкарис, Михаило (1926). Византиске принцезе у средњевековној Србији: Прилог историји византискосрпских односа од краја XII до средине XV века. Београд: Бах.